# كارل ويلهلم موريتز
كارل ويلهلم موريتز (بالألمانية: Carl Wilhelm Moritz)‏ هو صانع آلة موسيقية ‏ ألماني، ولد في 1810 في برلين في ألمانيا، وتوفي في 1855.